# Lesná (Nová Ves v Horách)
Lesná, bis 1950 Ládunk (deutsch Ladung) ist ein Ortsteil der Gemeinde Nová Ves v Horách in Tschechien.

## Geographie
Das von Wäldern umgebene Bergdorf liegt vier Kilometer südlich von Hora Svaté Kateřiny und ist die höchstgelegene Ansiedlung im Okres Most. Die Ortslage befindet sich auf dem Erzgebirgskamm auf dem gleichnamigen Berg Lesná (Ladung, 911 m). Nördlich erheben sich der Eduardův kámen (Eduardstein, 908 m) und der Lesenská pláň (Hübladung, 921 m), im Nordosten der Adelsberg (914 m) und Lišcí vrch (Fuchsberg, 905 m), östlich der Medvědí skála (Bärenstein, 924 m) und die Homolka (844 m), im Südosten die Jedlová (Tannich, 853 m), südlich der Zámecký vrch (Kleiner Seeberg, 684 m) mit den Resten der Burg Nový Žeberk und die die Sommerleithe (818 m), im Südwesten der Farský vrch (799 m) und Kohoutí vrch (Hahnhübel, 844 m), westlich der Blahutov (854 m) sowie im Nordwesten der Ochsenberg (819 m).
Lesná bildet eine Wasserscheide zwischen dem Nord- und Südabfall des Erzgebirges. Gegen Norden erstreckt sich das 13,5 ha große Moorgebiet Na spáleništi (Brandheide), auch Na Močále genannt, in dem der Telčský potok (Töltschbach), ein Zufluss der Natzschung, entspringt. Westlich von Lesná befinden sich weitere Moore, diese bilden das Quellgebiet des Baches Lužec (Aubach), der auch als Nivský potok bezeichnet wird. Östlich entspringen der Kateřinský potok (Zobelbach) und der Kundratický potok (Dorfbach); ersterer fließt nach Norden der Schweinitz zu, der Kundratický potok nimmt seinen Lauf in entgegengesetzte Richtung zum Nordböhmischen Becken.
Nachbarorte sind Malý Háj, Hora Svaté Kateřiny und Pachenkov im Norden, Nová Ves v Horách, Mikulovice und Lniště im Nordosten, Červená Jáma und Černice im Osten, Vysoká Pec im Südosten, Pyšná, das Forsthaus Aumühle und Boleboř im Süden, Svahová im Südwesten, Kalek im Westen sowie V Díře und Rudolice v Horách im Nordwesten.

## Geschichte

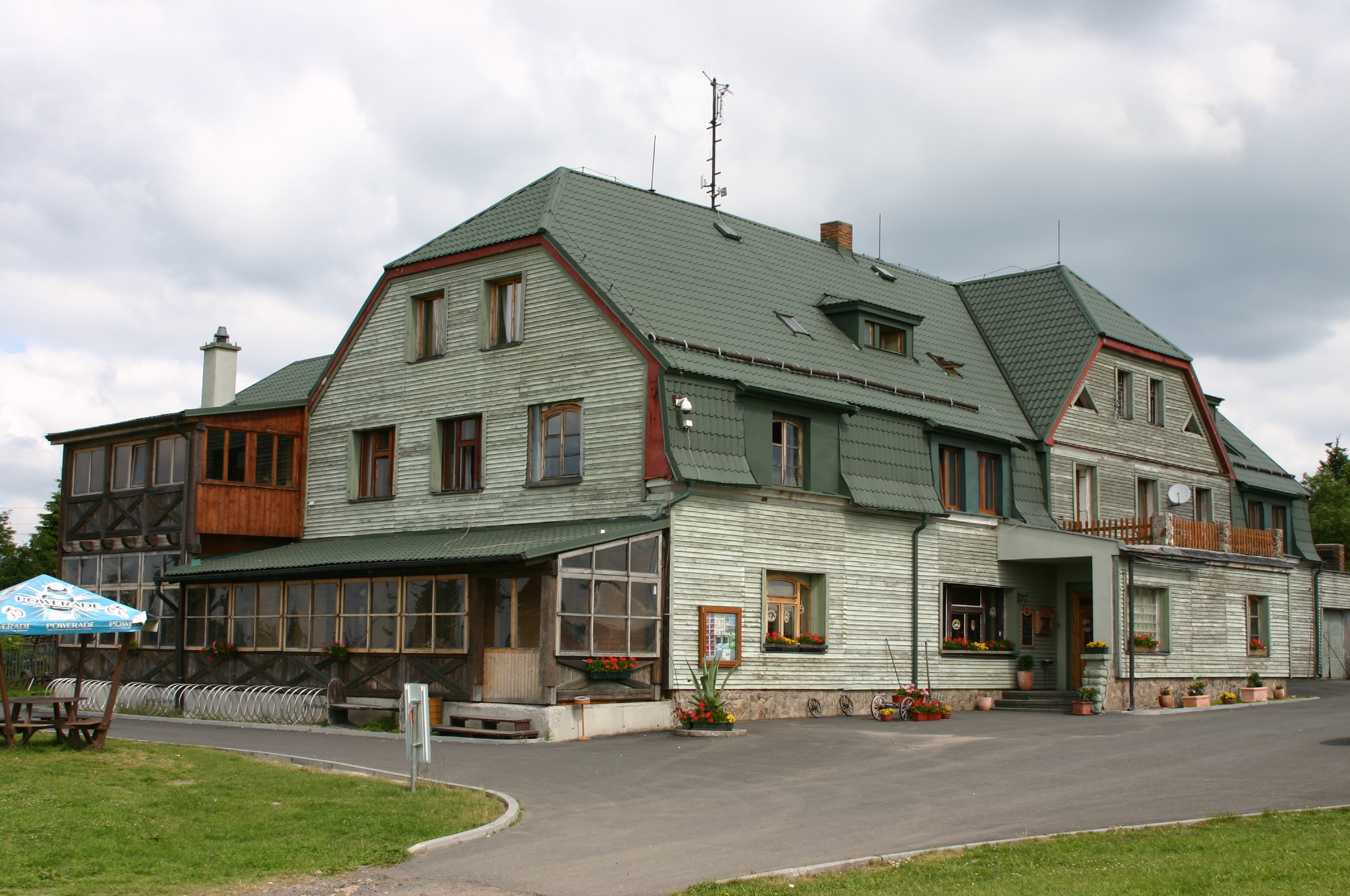
Horský hotel Lesná (Berghotel)

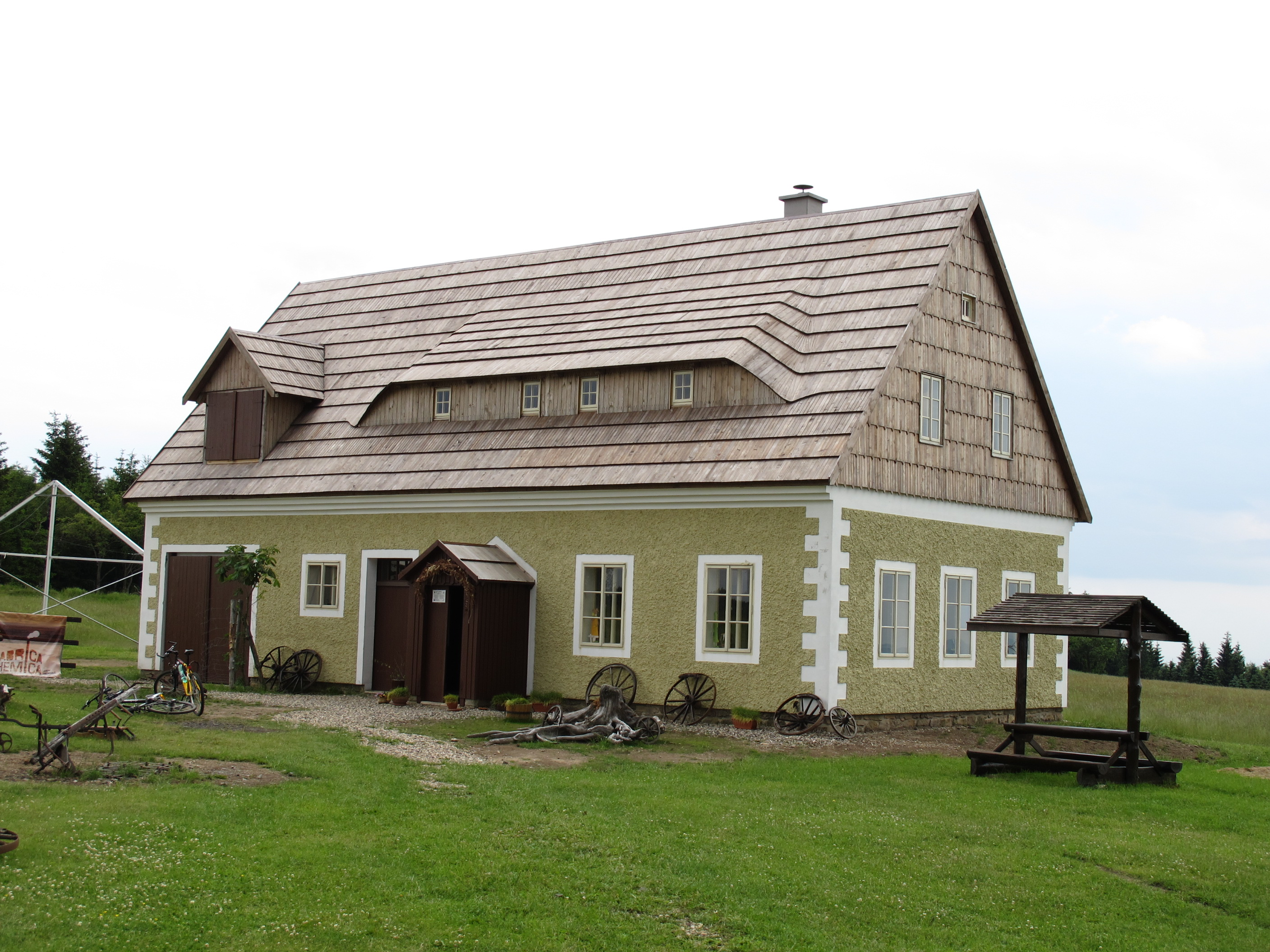
Museum

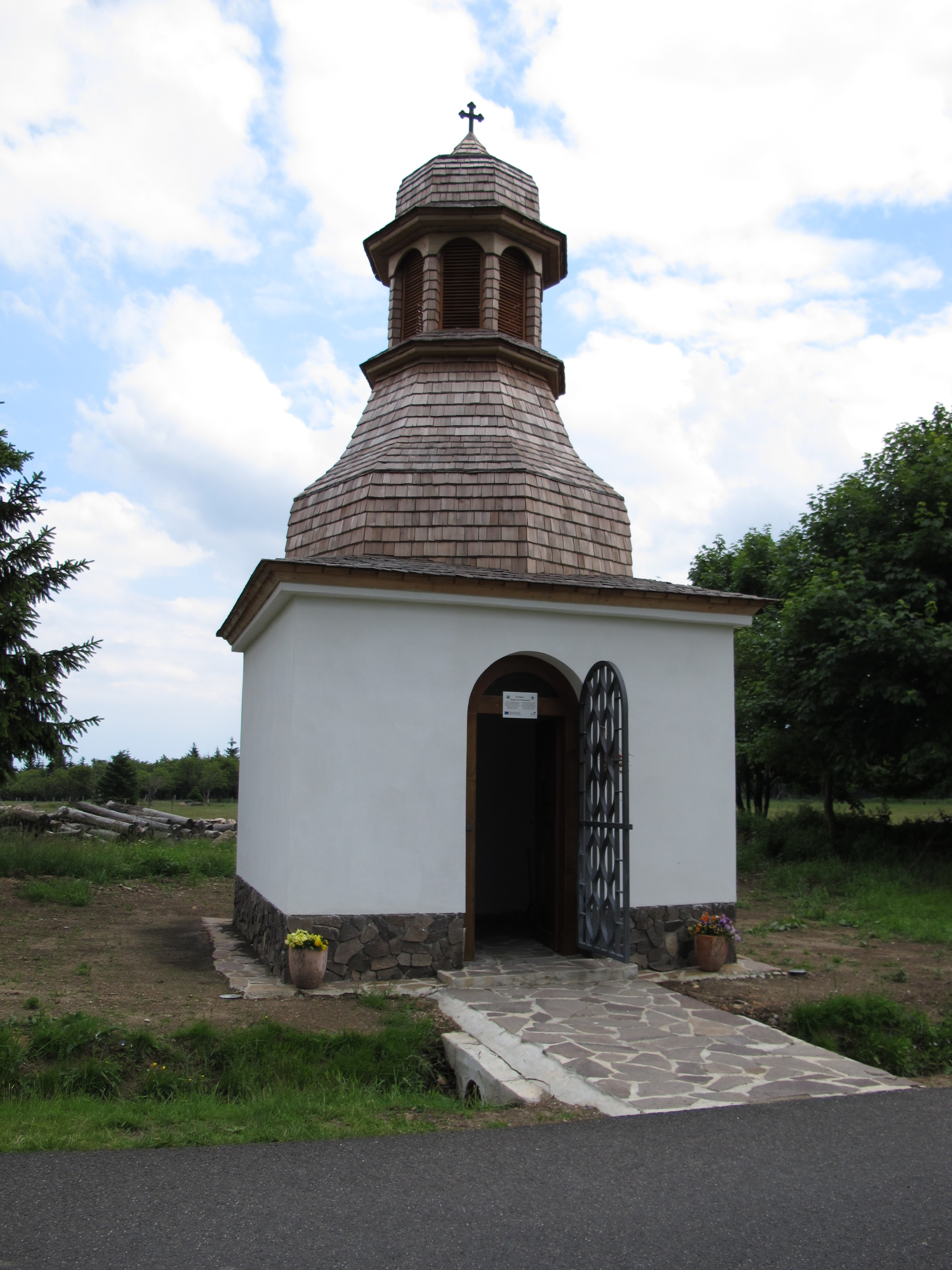
2010 rekonstruierte Kapelle der Jungfrau Maria

Die erste schriftliche Erwähnung der Saltz-Ladung erfolgte 1562 im Hamfescht Johann von Weitmühls über die Gründung des Dorfes Mníšek, in der er den neuen Siedlern Weideflächen am Weg von Mníšek nach Saltz-Ladung zuwies. Im Hamfescht von Rottendorf aus dem Jahre 1564 wurde den dortigen Siedler ebenfalls das Abweiden bis nach Ladung gestattet. Der Name Ladung leitet sich wahrscheinlich von einer Umladestation an der sächsischen Salzstraße ab, die von Halle nach Saaz führte und das Gebirge auf verschiedenen Wegen überquerte. Einer davon verlief von Sayda über Grünthal, Brandau, Kleinhan, Ladung und Göttersdorf nach Görkau. Im Jahre 1590 erfolgte durch Nikolaus Hochhauser von Hochhausen auf Eisenberg die Gründung eines Dorfes, das aus fünf Siedlerfamilien bestand und den Namen Langendorf erhalten sollte. Der Name Langendorf setzte sich jedoch nicht durch. 1651 vergrößerte Franz Wilhelm Popel von Lobkowicz seine vier Jahre zuvor von seinem Vater Wilhelm d. J. Popel von Lobkowitz ererbte Herrschaft Neundorf-Seeberg durch den Zukauf mehrerer Dörfer, darunter auch Ladung. In der berní rula von 1654 sind für Ladung elf Anwesen ausgewiesen, drei davon lagen wüst. 1727 lebten in dem Dorf etwa 50 Menschen. Im Jahre 1800 bestand Ladung aus 30 Häusern und hatte 134 Einwohner.
Nach der Aufhebung der Patrimonialherrschaften bildete Ladung ab 1850 einen Ortsteil der Gemeinde Gebirgsneudorf in der Bezirkshauptmannschaft Brüx und hatte 183 Einwohner. Bis zum Beginn des 20. Jahrhunderts wuchs das Straßendorf weiter bis über die Grenze des Bezirks Komotau. Das Hegerhaus als nördlichstes Haus und der von der Familie Kroh bewirtschaftete Gasthof „Zum Grünen Wald“ als südlichstes Anwesen in Ladung lagen bereits auf dem Kataster von Neuhaus. Im Jahre 1900 hatte Ladung eine Katastralfläche von 557 ha, davon waren 526 ha Wald. Nicht einberechnet ist dabei das Hegerhaus Rothe Grube, das an Ladung angeschlossen war. Landwirtschaft wurde nur in eingeschränktem Umfang betrieben, sie war wegen der Gebirgslage wenig ertragreich. So konnte im Herbst 1941 die Hafer- und Kartoffelernte wegen des frühzeitigen Schneefalls nicht eingebracht werden. Die meisten der Einwohner arbeiteten im Forst. Zu Beginn des 20. Jahrhunderts entwickelte sich Ladung zu einem Erholungsort und es wurden mit dem Grünen Wald und der Körnerbaude zwei Gasthäuser bewirtschaftet. Auf dem Adelsberg entstand eine Jugendherberge. Nach der Gründung der Tschechoslowakei wurde auch der ins Tschechische übertragene Ortsname Ládunk verwendet. Einige der Bewohner von Ladung verdienten sich in den 1920er Jahren bis zur Weltwirtschaftskrise ihren Lebensunterhalt in den Kohlebergwerken der Umgebung. Nach dem Münchner Abkommen wurde das Dorf 1938 dem Deutschen Reich zugeschlagen und gehörte bis 1945 als Ortsteil von Gebirgsneudorf zum Landkreis Brüx. Nach dem Ende des Zweiten Weltkrieges kam Ládunk zur Tschechoslowakei zurück und die deutschen Bewohner wurden vertrieben. Der Tourismus wurde in der Nachkriegszeit nicht wieder aufgenommen. Ab 1949 gehörte Ládunk zum neu errichteten Okres Litvínov. Im Jahr 1950 wurde das Dorf in Lesná umbenannt. Mit Beginn des Jahres 1961 kam Lesná zum Okres Most zurück. Zu dieser Zeit hatte das Dorf keinen ständigen Einwohner mehr. Die meisten der Häuser verfielen und wurden abgerissen.
Heute besteht Lesná aus vier Häusern. Eines davon dient als Wetterstation. Der frühere Gasthof „Grünen Wald“ blieb erhalten. Er diente nach 1945 zunächst als Erholungsheim der Kraftwerke Komořany und Ervěnice, danach der Chemischen Werke in Litvínov sowie der Grube důl Maršal Koněv. In den 1980er Jahren erwarb das Staatsgut Řevničov das Gebäude als Schulungszentrum. Nach der im Jahre 2000 erfolgten Privatisierung wurde es saniert und dient heute als Horský hotel Lesná (Berghotel Lesná).
Zusammen mit dem Erzgebirgischen Freilichtmuseum Seiffen startete der „Horský klub Lesná“ 2009 ein Projekt zur Vermittlung gemeinsamer historischer Werte der Volksbau- und Lebensweise sowie der Volkskunst im Erzgebirge – Raum Seiffen/Lesná, das bis 2011 läuft.

## Entwicklung der Einwohnerzahl
| Jahr | Einwohnerzahl |
| ---- | ------------- |
| 1869 | 138           |
| 1880 | 134           |
| 1890 | 115           |
| 1900 | 103           |
| 1910 | 89            |

| Jahr | Einwohnerzahl |
| ---- | ------------- |
| 1921 | 77            |
| 1930 | 74            |
| 1950 | 30            |
| 1961 | 0             |
| 1970 | 2             |

| Jahr | Einwohnerzahl |
| ---- | ------------- |
| 1980 | 0             |
| 1991 | 0             |
| 2001 | 0             |
| 2011 | 1             |

## Sehenswürdigkeiten
- Gedenkstein für zwei im Mai 1945 bei Ladung gefallene Rotarmisten, errichtet 1946
- Reste der Burg Nový Žeberk am Zámecký vrch südlich des Dorfes
- Malé peklo, das einen Kilometer südöstlich liegende Tal wird von einem Zufluss des Kundratický potok gebildet

## Kapelle
- Kapelle der Jungfrau Maria, der zum Ende des 19. Jahrhunderts errichtete Glockenturm wurde 1912 zu einer Kapelle mit wuchtiger Kuppel ausgebaut und ein Friedhof angelegt. Im Jahre 1964 erfolgte ihr Abriss. Der Bürgerverein „Horský klub Lesná“ hat 2010 den Wiederaufbau der Kapelle, 300 m entfernt von ihrem ursprünglichen Standort, realisiert.